# امینگاد
امینگاد (به انگلیسی: Aminagad) یک روستا در هند است که در کارناتاکا واقع شده‌است.

## خصوصیات
امینگاد ۱۳٬۵۹۳ نفر جمعیت دارد.